# Вестмале (бира)
 Тази статия е за бирата Вестмале.  За сиренето със същата марка вижте Вестмале (сирене).  
„Вестмале“ (на нидерландски: Westmalle) е трапистка бира, произведена и бутилирана в пивоварната на абатство „Notre-Dame du Sacré-Cœur“ в село Вестмале (Белгия). Westmalle e една от осемте трапистки марки бира, заедно с Achel, Westvleteren, Chimay, Orval, Rochefort, Engelszell и La Trappe (на Koningshoeven), които имат правото да носят знака „Автентичен трапистки продукт“ (Authentic Trappist Product), обозначаващ спазването на стандартите на „Международната трапистка асоциация“.

## История
Траписткото абатство „Notre-Dame du Sacré-Cœur“ се намира в селището Вестмале, община Мале, провинция Антверпен, Северна Белгия. Абатството е част от Ордена на цистерцианците на строгото спазване.
Абатството „Notre-Dame du Sacré-Cœur“ (на нидерландски: Abdij Onze-Lieve-Vrouw van het Heilig Hart) е основано като приорат на 6 юни 1794 г. През 1795 г., по време на Френската революция монасите са прогонени и манастирът е изоставен в продължение на 7 години, до 1802 г., когато обителта е възстановена. На 28 юли 1811 г., по силата на императорския указ на Наполеон I чужденците монаси са изгонени от Френската империя и в манастира остават само трима монаси. На 21 август 1814 г. монасите се завръщат в манастира. Westmalle е първият манастир в Белгия, възстановен след революцията. Манастирът, който дотогава е приорат, става трапистко абатство на 22 април 1836 година. Манастирският комплекс в сегашния му вид е построен и завършен около 1900 г. 
През 1836 година под ръководството на абат Martinus Dom започва изграждането на пивоварна. На 10 декември 1836 г. е произведена първата партида бира с относително ниско съдържание на алкохол и сладък вкус. В продължение на много години бира се произвежда само за собствено потребление от монасите. Едва през 1856 г. монасите започват да продават бира на входа на абатството. Според счетоводни книги на абатството кафявата абатска бира е продавана на цена шестдесет белгийски франка на 1 януари 1861 г. 
Търсенето на трапистка бира се увеличава от година на година и това налага разширение на пивоварната през 1865 и 1897 г. Първата световна война намалява производството на бира, то се активизира едва през 1921 г. От 1921 г. бирата се разпространява на пазара чрез дистрибутори, което води до повишаване на продажбите. В началото на 1934 г. е построена нова пивоварна. През 1968 г. е пусната в експлоатация нова пречиствателна станция, през 1991 г. – компютърен контролен център, през 2000 г. – нов цех за бутилиране и новата изба за съхранение. 
През 1856 г. абатската пивоварна започва да произвежда силна бира, която е наречена Dubbel. През 1934 г. започва и производството на първата бира Tripel с още по-голямо съдържание на алкохол – 9,5 %. По това време производството на бира става в новата пивоварна, построена през 1933 година.
След разширение и модернизация на производството през 1991 и 2000 г. пивоварната Westmalle е в състояние да произвежда 45 000 бутилки на час. По данни за 2010 г. годишното производство на пивоварната е 120 000 хектолитра бира.
Както при всички други трапистки пивоварни, приходите от бирата са предназначени за финансова подкрепа на абатството и за благотворителност. Значителна част от персонала на пивоварната продължават да бъдат монаси, въпреки че повечето работници (40 от 62) са миряни.

## Марки бира
Търговският асортимент на пивоварната включва три марки:
- Westmalle Dubbel – силна тъмна бира с червеникаво-кафяв цвят, с алкохолно съдържание 7,0 %. Отличава се с богат вкус и аромат на кафе, тъмен малц и плодове, с дълъг, сух послевкус. Това е първият пример на трапистка бира Dubbel. Пусната е в производство през 1856 година, като рецептата за производство е променяна за последно през 1926 година. Бутилира се в стъклени бутилки от 0,33 л. и 0,75 л. (Magnum). [4]
- Westmalle Tripel – светла силна бира със златист цвят и алкохолно съдържание 9,5 %. Отличава се с вкус на хмел, лека горчивина и плодов аромат с нотки на ванилия и дълъг, сух и приятно горчив послевкус. Това е първият пример на трапистка бира Tripel. Първата бира с това име се появява на пазара през 1934 година, като рецептата за производство не е променяна от 1956 г. Бутилира се в стъклени бутилки от 0,33 л. и 0,75 л. (Magnum). Бирата преминала вторична ферментация в бутилките в продължение на три седмици. [5]
- Westmalle Extra – лека бира със светлозлатист цвят, свеж вкус и аромат и алкохолно съдържание 4,5 – 5,0 %. Тази бира обикновено е предназначена за собствени нужди на абатството и за неговите гости; достъпна е за продажба само в абатството (т.нар. Paterbier). Бутилира се в стъклени бутилки от 0,33 л.